# The Riverside Country Club
The Riverside Country Club is een countryclub in Canada. De club werd opgericht in 1897 als de Saint John Golf Club en bevindt zich in Saint John, New Brunswick. De club beschikt over een 18-holes golfbaan, geopend in 1913, en werd ontworpen door de golfbaanarchitect Donald Ross.

## Golftoernooien
- Canadees Open: 1939

## Trivia
De club beschikt over andere sportfaciliteiten zoals curling.